# 克勞奇島
克勞奇島（英語：Crouch Island），是南極洲的島嶼，位於阿德萊德島以南，屬於亨克斯群島的一部分，由英國南極名稱諮詢委員會命名，現時由南極條約體系管理。